# Acer triflorum
Acer triflorum är en kinesträdsväxtart som beskrevs av Vladimir Leontjevitj Komarov. Acer triflorum ingår i släktet lönnar, och familjen kinesträdsväxter.

## Underarter
Arten delas in i följande underarter:
- A. t. leiopodum
- A. t. shensiense